# 埃里希·布洛赫
埃里希·布洛赫（德語：Erich Bloch，1925年1月9日—2016年11月26日），生於德國蘇爾茨堡，后移民美國，美国计算机科学家，電機工程師與高級商業經理人。在IBM公司工作期間，他曾投入早期超級電腦與工作站的研發，代表作品為System/360系列。任職於美國國家科學基金會期間，推動了早期網際網路的建置。

## 生平
出身於猶太人家庭。其父親是一名公司經理。在納粹德國時代，其父母親被送入集中營，在納粹大屠殺中過世。布洛赫被送往瑞士，進入瑞士難民營，因此倖存。1948年，移民美國。他曾就讀苏黎世联邦理工学院，主修電機工程，至美國後，在紐約州立大學水牛城分校取得電機工程理學士。
1952年，進入IBM公司工作。在擔任經理期間，領導研發了STRETCH超級電腦計劃。此後，又參與多項專案，其中最有名的是System/360系列產品。
1984年，獲選成為瑞典皇家工程科学院外國院士。1984年至1990年間，由美國總統指派，任美國國家科學基金會理事。
2016年，因為阿茲海默症複合併症病逝，享壽91歲。

## 榮譽
- 萬尼瓦爾·布希獎（2002年）
- 计算机历史博物馆院士（2004年）